# 马泰奥·约基·格拉塔
马泰奥·约基·格拉塔（義大利語：Matteo Iocchi Gratta，2002年9月1日—），意大利男子水球运动员。他曾代表意大利国家队参加2024年夏季奥林匹克运动会男子水球比赛，获得第七名。